# Vultee P-66 Vanguard
Il Vultee P-66 Vanguard fu un aereo da caccia monomotore, monoposto e monoplano ad ala bassa, sviluppato dall'azienda aeronautica statunitense Vultee Aircraft nei tardi anni trenta del XX secolo.
Modello originariamente ordinato dalla Svezia, quando nel 1941 gli aerei furono pronti per la consegna, a causa dell'alleanza con la Germania nazista della nazione scandinava, il governo degli Stati Uniti non avrebbe permesso loro di essere esportati. Il lotto venne trattenuto in patria dando loro la designazione ufficiale USAAF P-66 e conservando gli esemplari a scopi difensivi e di addestramento. Alla fine, un gran numero fu inviato in Cina dove furono messi in servizio come caccia con risultati contrastanti.

## Storia del progetto
Il Vultee Vanguard fu il prodotto di un'idea concepita alla fine degli anni trenta dalla Vultee Aircraft Division dell'Aviation Manufacturing Corporation per lo sviluppo di quattro modelli, progettati per ricoprire ruoli diversi, da un disegno basato sul concetto di modularità, ovvero con parti comuni, ali e parti della fusoliera posteriore e dell'impennaggio, a tutti i diversi modelli.
L'azienda assegnò quattro designazioni di modello: V-48 al caccia monoposto, BC-51 all'addestratore alla caccia basico, B-54 all'addestratore avanzato e BC-54D all'addestratore basico. Alla fine il BC-51 sarà adottato dall'Army Air Corps con la designazione BC-3 e il BC-54D con quella di BT-13.

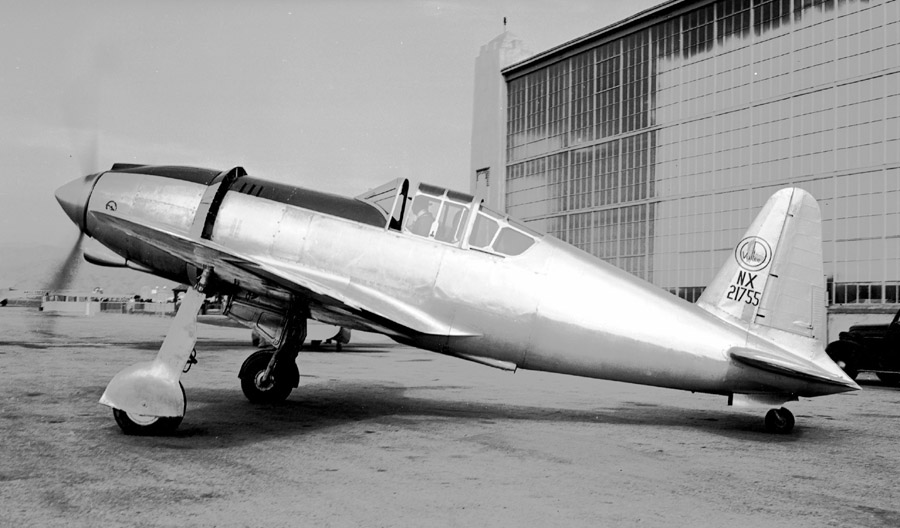
Il prototipo dal muso allungato.

Nel 1938, Richard W. Palmer avviò lo sviluppo dettagliato del progetto per il caccia V-48, caratterizzato da una fusoliera semi-monoscocca con superficie metallica abbinata a un carrello d'atterraggio completamente retrattile, con la propulsione affidata a un motore Pratt & Whitney R-1830, un radiale 14 cilindri doppia stella raffreddato ad aria. Durante la costruzione del primo prototipo fu presa la decisione di allungare l'albero dell'elica e installare una calandra stretta per fornire al velivolo un naso appuntito, soluzione atta a ridurre la resistenza aerodinamica. Il primo velivolo volò nel settembre del 1939 ai comandi del pilota collaudatore Vance Breese, e gli fu assegnato il numero di registrazione NX21755. Al caccia venne assegnato il nome Vanguard (avanguardia in lingua inglese). Il 9 maggio 1940 
il prototipo si scontrò con un Lockheed Sirius durante la manovra di atterraggio nell'aerodromo della Vultee, impatto che recise una gamba del carrello principale. Breese, con abilità, riuscì tuttavia a far atterrare l'aereo, limitando i danni a pochi particolari della cellula. Successivamente il velivolo fu ricostruito ma adottando la cappottatura convenzionale, come impiegato su macchine successive.
Le prove di volo avevano rivelato infatti che il prototipo soffriva di un problema di raffreddamento del propulsore, che con quel particolare muso allungato riceveva un flusso d'aria inadeguato. Le misure adottate per modificare il condotto di raffreddamento furono di scarsa utilità. Dopo aver rivalutato il progetto e notato che l'insignificante riduzione della resistenza non compensava il maggior peso aggiuntivo e i problemi di indirizzamento del flusso d'aria per il raffreddamento, il secondo prototipo, a cui era stato assegnato il numero di modello V-48X e la registrazione NX19999, venne modificato dotandolo una convenzionale cappottatura NACA e il primo dei prototipi modificato di conseguenza in modo simile. Il secondo aereo volò per la prima volta l'11 febbraio 1940. Come risultato delle prove di volo, furono apportate alcune modifiche al progetto, tra cui un aumento sostanziale delle aree delle superfici di coda orizzontali e verticali.

## Impiego operativo

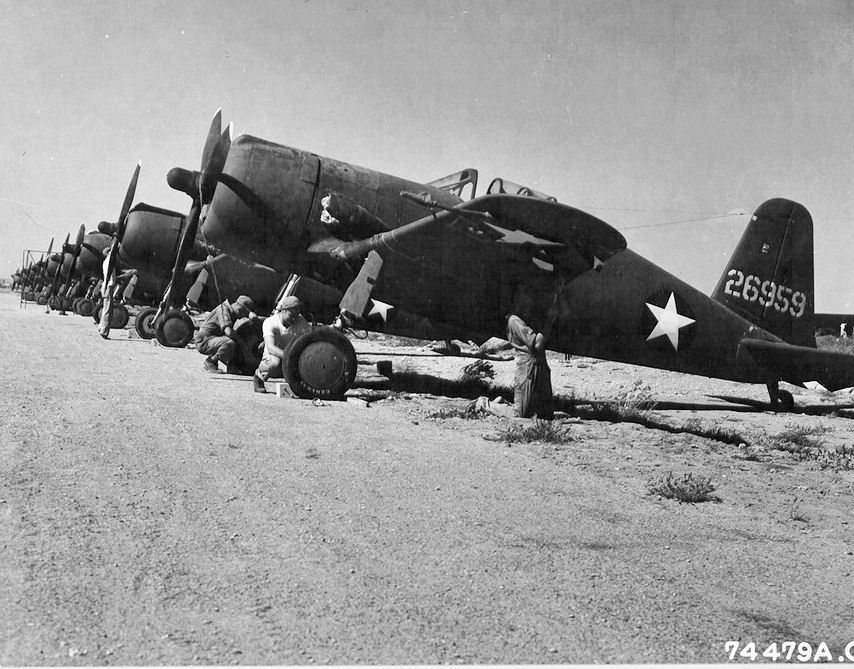
Vultee P-66 Vanguard all'aerodromo di Karachi in India, 25 ottobre 1942.

Il 6 febbraio 1940, il governo svedese emise un ordine di fornitura per 144 esemplari di Vanguard nella configurazione V-48C. Il prototipo di preserie venne portato in volo per la prima volta il 6 settembre 1940. La versione V-48C era simile alla V-48X, eccetto per l'installazione di una versione più recente del radiale R-1830, dotata di migliori prestazioni in alta quota, e per la predisposizione di quattro mitragliatrici calibro ,30 in (7,62 mm) installate nei piani alari e due calibro ,50 in (12,7 mm) in fusoliera.
Quando iniziarono ad uscire, pronti per la consegna, i primi esemplari di produzione nel settembre 1941, il governo degli Stati Uniti mise un embargo sull'esportazione del modello in Svezia. All'indomani dell'attacco di Pearl Harbor, a tutti i Vanguard fu assegnata la designazione ufficiale P-66. La produzione terminò nell'aprile del 1942. Circa 50 velivoli furono trattenuti dall'esercito per la sua componente aerea (USAAF) e utilizzati principalmente nelle basi di addestramento alla caccia negli Stati Uniti occidentali e furono dispiegati nel 14th Pursuit Group in ruoli difensivi. Sebbene i piloti fossero rimasti colpiti dalla maneggevolezza del P-66, il modello fu considerato meno robusto e la tendenza di andare in ground loop aveva portato alla distruzione di quindici aerei in incidenti in atterraggio.
Il governo britannico prese possesso di cento P-66 come Vanguard I con l'intenzione di utilizzare il modello come addestratore avanzato in Canada. Tuttavia, dopo aver concluso le prove, i britannici cedettero l'aereo alla Cina, dove 104 Vanguard (inclusi gli esemplari USAAF) furono spediti con il programma Lend-Lease. Inizialmente erano destinati ad equipaggiare il 3rd American Volunteer Group (AVG); tuttavia, dopo l'attacco giapponese a Pearl Harbor furono abbandonati i piani per altri gruppi.
I cinesi ricevettero i caccia già assemblati via India entro la fine del 1942; i Vanguards della Chung-Hua Min-Kuo K'ung-Chün avevano insegne e codici seriali USAAF nonché coccarde cinesi e codici seriali Vultee sui modelli di fabbrica. Lo scadente record di combattimenti dei Vanguard in Cina fu dovuto a problemi iniziati durante il trasferimento, in cui un certo numero di Vanguard furono distrutti durante i test in India e altri andarono persi durante il viaggio verso la Cina. I P-66 assemblati furono considerati non in grado di volare e abbandonati a Karachi; ne conseguì che soli 12 Vanguard arrivarono all'aerodromo di Kunming per il 74th Fighter Squadron del 23rd Fighter Group, ma questa unità ebbe occasione di essere solo sporadicamente utilizzata in combattimento.
Dall'agosto 1943 in poi, due squadroni cinesi del 3rd Group e 5th Group basati ad An-Su ebbero occasione di impiegare i Vanguard in combattimento. Tuttavia molti P-66 vennero distrutti a terra durante gli attacchi giapponesi, mentre molti altri vennero abbattuti per errore da fuoco amico in quanto confusi con i Nakajima Ki-43 "Oscar" e Ki-44 "Tojo". Sebbene il Vanguard possedesse una velocità massima di 547 km/h; 295 kn (340 mph), non poteva competere con gli agili caccia giapponesi nelle manovre ad alto numero di g e dovette affidarsi alle tattiche mordi e fuggi contro i giapponesi.
Il P-66 in servizio nell'aeronautica militare cinese fu in gran parte sostituito dai Curtiss P-40 Warhawk nel 1943. Un certo numero di P-66 Vanguard sopravvissuti furono messi al riparo in grotte a Chongqing, per poterli utilizzare nella successiva guerra civile contro le forze comuniste di Mao Zedong. Nel 1947, secondo quanto riferito, molti esemplari erano ancora nelle loro casse.

## Utilizzatori

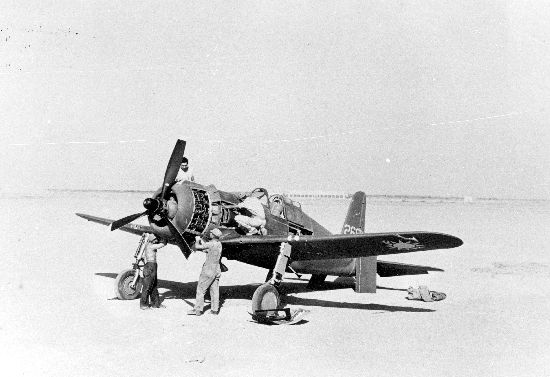
Un P-66 Vanguard con insegne cinesi nazionaliste in manutenzione.

Regno Unito
- Royal Air Force

non utilizzato, esemplari originariamente ordinati dalla Svezia girati in seguito alla Repubblica di Cina.
 Repubblica di Cina
- Chung-Hua Min-Kuo K'ung-Chün
  - 3rd Group
  - 5th Group

 Stati Uniti
- United States Army Air Forces